# Франц, Эдриэнн
Эдриэнн Франц (англ. Adrienne Frantz; род. 7 июня 1978, Маунт-Клеменс, Мичиган) — американская актриса мыльных опер.

## Биография
Франц родилась в Маунт-Клеменсе, Мичиган.
Франц начала свою карьеру в дневном мыле с роли бедной злодейки Тиффани Торн в телесериале — «Любовь и тайны Сансет Бич» в начале 1997 года, а после присоединилась к «Дерзкие и красивые» с ролью Эмбер Мур. За эту роль она получила дневную премию «Эмми», а также две награды «Молодой актёр». Эту же роль она играла в «Молодые и дерзкие» в 2006—2010 годах, а между тем пыталась начать карьеру певицы, выпустив один студийный альбом в 2007 году.
С 11 ноября 2011 года Эдриэнн замужем за актёром Скоттом Бэйли. У супругов есть дочь — Амели Айрин Бэйли (род. 01.12.2015)
. До рождения дочери, Франц перенесла два выкидыша — в октябре 2013 года и в декабре 2014 года.

## Избранная фильмография
- Любовь и тайны Сансет Бич (49 эпизодов, 1997)
- Дерзкие и красивые (18 июля 1997 — 14 апреля 2005, с 1 июля 2010 — настоящее время)
- Клиент всегда мёртв / Six Feet Under (2001) — актриса мыльной оперы
- Молодые и дерзкие (29 ноября 2006 — 7 мая 2010)